# Leptolepidium dalhousiae
Leptolepidium dalhousiae là một loài dương xỉ trong họ Pteridaceae. Loài này được K.H.Shing & S.K.Wu mô tả khoa học đầu tiên năm 1979.
Danh pháp khoa học của loài này chưa được làm sáng tỏ. 